# Masaaki Kaneko
Masaaki Kaneko (japanisch 金子 正明 Kaneko Masaaki; * 8. Juli 1940 in der Präfektur Tochigi) ist ein ehemaliger japanischer Ringer.

## Karriere
Kaneko studierte an der Senshū-Universität und trat anschließend den japanischen Bodenselbstverteidigungsstreitkräften bei. 1966 gewann er im Freistil im Federgewicht sowohl die Weltmeisterschaft als auch die Asienspiele. 1967 verteidigte er seinen Weltmeistertitel erfolgreich. Seinen größten sportlichen Erfolg feierte er bei den Olympischen Spielen 1968 in Mexiko-Stadt, wo er die Goldmedaille gewann.
Nach dem Ende seiner aktiven Karriere arbeitete Kaneko unter anderem für Fuji Television. 2007 wurde er in die Wrestling Hall of Fame aufgenommen.